# Wolfgang von Dorrer
Julius Wolfgang Dorrer, seit 1908 von Dorrer (* 29. Oktober 1905 in Berlin; † 5. Juni 1990 in Stuttgart) war ein deutscher Ingenieur und Ministerialbeamter.

## Leben und Tätigkeit
Er war der Sohn des Generals Gottlieb Ferdinand Eugen Dorrer und dessen Ehefrau Alice Dorrer. Sein Vater und somit auch er wurden 1908 in den württembergischen Adelsstand erhoben. Das Studium schloss Wolfgang von Dorrer als Diplom-Ingenieur ab. Nach dem Zweiten Weltkrieg trat er 1946 in den Dienst der Verwaltung für Verkehr des Vereinigten Wirtschaftsgebiets bzw. des neugebildeten Bundesministeriums für Verkehr, wo er Leiter des Referats A 5 (Zentralverkehrsleitung) wurde. 1950 erfolgte sein Wechsel zur Dienststelle für Auswärtige Angelegenheiten im Bundeskanzleramt. 1953 ging er an das Bundesministerium für Verkehr zurück, wo er die Leitung des Referats A 7 (Investitionskredite, Stoff- und Beschaffungswesen, Notstands- und Sanierungsprogramme) übernahm und gleichzeitig bis 1957 die Verbindungsstelle (West-)Berlin dieses Ministeriums leitete, wo er zugleich Leiter der Referate 1 (Allgemeine Angelegenheiten) und 2 (Binnenschiffahrt, Wasserbau, Seeverkehr, Luftfahrt, Spedition, Lagerei) und ab 1957 Leiter des Referats B 3 (Sozial-, Wirtschafts- und Finanzierungsfragen der Binnenschiffahrt, Bundesschleppbetrieb) war.
Von 1959 an war Wolfgang von Dorrer Beauftragter des Ministers für den Interzonen- und Berlinverkehr. Sein Dienstsitz befand sich in (West-)Berlin, Bundesallee 216–218. Mit Vollendung des 65. Lebensjahres trat Wolfgang von Dorrer als Ministerialdirigent in den Ruhestand.

## Schriften (Auswahl)
- Dieselelektrische Lokomotiven in den Vereinigten Staaten von Amerika. In: VDI-Zeitschrift vom 21. Dezember 1951, S. 1137–1139.

## Ehrungen
- 18. August 1970: Großes Verdienstkreuz der Bundesrepublik Deutschland